# Carlucet
 Carlucet  es una comuna y población de Francia, en la región de Mediodía-Pirineos, departamento de Lot, en el distrito de Gourdon y cantón de Gramat.
Su población en el censo de 1999 era de 171 habitantes.
Está integrada en la Communauté de communes du Pays de Gramat.

## Demografía
| 193 | 171 | 150 | 148 | 168 | 171 |
| Para los censos de 1962 a 1999 la población legal corresponde a la población sin duplicidades (Fuente: INSEE [Consultar]) |     |     |     |     |     |